# Keude Blang (Darul Falah)
Keude Blang is een bestuurslaag in het regentschap Aceh Timur van de provincie Atjeh, Indonesië. Keude Blang telt 412 inwoners (volkstelling 2010).